# Ahmed Meshref
Ahmed Meshref es un deportista egipcio que compite en remo. Ganó una medalla de bronce en el Campeonato Mundial de Remo en Sala de 2024, en la prueba de ligero 500 m.

## Palmarés internacional
| Campeonato Mundial | Campeonato Mundial      | Campeonato Mundial | Campeonato Mundial |
| Año                | Lugar                   | Medalla            | Prueba             |
| ------------------ | ----------------------- | ------------------ | ------------------ |
| 2024               | Praga (República Checa) | Medalla de bronce  | Ligero 500 m       |